# Drużno
Drużno (deutsch Drausenhof) ist ein Dorf in der Gmina Elbląg (Landgemeinde Elbing) in der Woiwodschaft Ermland-Masuren in Polen. Es liegt etwa sieben Kilometer westlich der früheren Kreisstadt Preußisch Holland (polnisch Pasłęk) bzw. elf Kilometer südöstlich der heutigen Kreismetropole Elbląg (Elbing). Die Entfernung zum Drausensee (polnisch Jezioro Druzno) beträgt fünf Kilometer in nordwestlicher Richtung.

## Geschichte

### Ortsgeschichte
Von 1408 ist die älteste Erwähnung erhalten, damals war Roossendorff ein Gestüt des Komturs von Elbing. Um 1428 wurde dort Viehzucht von Pferden, Rindern und Schweinen betrieben. Später wurde der Ort auch als Drusendorf bezeichnet.
Seit 1701 gehörte es zum Domänenamt Preußisch Holland. 1785 gab es acht Feuerstellen und 1820 neun Feuerstellen mit 72 Einwohnern.
Am 28. Mai 1874 wurde Drausenhof in den neu errichteten Amtsbezirk Neu Kußfeld (polnisch Nowy Kusy) im ostpreußischen Kreis Preußisch Holland, Regierungsbezirk Königsberg, eingegliedert. Am 13. November 1907 wurde das Dorf in den Amtsbezirk Weeskenhof (polnisch Rzeczna) umgegliedert.
124 Menschen lebten im Jahre 1910 in Drausenhof. 124 Einwohner waren es auch im Jahre 1933.
Am 1. April 1937 wurde Drausenhof namensgebend für den Amtsbezirk Weeskenhof, der in „Amtsbezirk Drausenhof“ umbenannt. wurde. Die Einwohnerzahl Drausenhofs belief sich im Jahre 1939 auf 144.
In Drausenhof gab es kein Herrenhaus.
Als 1945 in Kriegsfolge das gesamte südliche Ostpreußen an Polen abgetreten wurde, erhielt Drausenhof die polnische Namensform „Drużno“. Heute ist das Dorf eine Ortschaft im Verbund der Gmina Elbląg (Landgemeinde Elbing) im Powiat Elbląski (Kreis Elbing), von 1975 bis 1998 der Woiwodschaft Elbląg, seither der Woiwodschaft Ermland-Masuren zugehörig. Im Jahre 2021 zählte Drużno 68 Einwohner.

### Amtsbezirk Drausenhof (1937–1945)
In der Zeit seines Bestehens setzte sich der Amtsbezirk Drausenhof im Kreis Preußisch Holland aus sechs bzw. fünf Kommunen zusammen:
| Deutscher Name                              | Polnische Name | Anmerkungen                                                                 |
| ------------------------------------------- | -------------- | --------------------------------------------------------------------------- |
| Drausenhof                                  | Drużno         |                                                                             |
| Krossen                                     | Krosno         |                                                                             |
| Langenreihe                                 | Dłużyna        |                                                                             |
| Neu Kußfeld                                 | Nowe Kusy      | 1939 in den gemeindefreien Gutsbezirk Weeskenhof, Remonteamt, eingegliedert |
| Schönwiese                                  | Zielony Grąd   |                                                                             |
| Weeskenhof, ab 1939: Weeskenhof, Remonteamt | Rzeczna        |                                                                             |

## Religion
In Drausenhof gab es keine eigene Kirche. Das Dorf gehörte bis 1945 zur evangelischen Kirche in Hirschfeld (polnisch Jelonki) in der Kirchenprovinz Ostpreußen der Kirche der Altpreußischen Union, während Drużno jetzt der St.-Georgs-Kirche in der Stadt Pasłęk (Preußisch Holland) in der Diözese Masuren der Evangelisch-Augsburgischen Kirche in Polen zugeordnet ist.
Gehörte Drausenhof vor 1945 zur römisch-katholischen Pfarrei St. Josef in Preußisch Holland, so ist das Dorf heute in die Pfarrei Jelonki (Hirschfeld) im Dekanat Pasłęk II im Bistum Elbląg eingegliedert.

## Verkehr
Drużno liegt an einer Nebenstraße, die in Krosno (Krossen) von der Woiwodschaftsstraße 527 abzweigt und über Nowe Kusy (Neu Kußfeld) bis nach Dłużyna (Langenreihe) führt.
Eine Anbindung an den Bahnverkehr besteht nicht.